# Yves Modéran
Yves Modéran, né le 3 mars 1955 à Bachy et mort le 1er juillet 2010 à Paris, est un historien français, spécialiste de l'Antiquité tardive et du Haut Moyen Âge.

## Biographie
Né à Bachy dans le Nord, Yves Modéran vit ses plus jeunes années au Maroc, puis passe l'essentiel de sa vie à Caen où il accomplit ses études secondaires et supérieures, jusqu'à l'agrégation d’histoire, obtenue en 1978. Il poursuit ses études en obtenant un doctorat en 1990 à l'université de Nanterre Paris 10, soutenant une thèse intitulée "De bellis libycis : Berbères et Byzantins en Afrique au VIe siècle", sous la direction de Claude Lepelley. Il obtient son habilitation à diriger des recherches en 1996 dans la même université.
Yves Modéran est un spécialiste de l'Afrique romaine et tardive, en particulier de l'époque vandale. Il participe aux fouilles de Bulla Regia dans le cadre d'études à l'école française de Rome.
Disciple d'Évelyne Patlagean et de Claude Lepelley, il est maître de conférences à l'université Paris-X Nanterre (1991-1998), puis professeur à l'université de Caen (1998-2010),.
Membre de l'École française de Rome (1988-1991), il publie dès la fin des années 1980 une série d'articles d'Antiquité tardive nord-africaines qui le range immédiatement parmi les spécialistes de l'histoire de cette région. Il soutint à la fin de 1990 une thèse consacrée aux Maures qui renouvelle les méthodes d'écrire l'histoire de l'Afrique du Nord antique.
Membre de la Société d'étude du Maghreb préhistorique, antique et médiéval et de l'Association pour l'Antiquité tardive, il est également membre de la comité de rédaction de l'Encyclopédie berbère.
Professeur invité dans plusieurs universités européennes et nord-africaines, il consacre une grande partie de ses recherches à l'Afrique romaine ainsi qu'à l'époque vandale et byzantine. Il se livre également à un travail de cartographie consacré aux villes du Maghreb ancien et à la conquête arabe de l'Afrique du Nord,.
Il est terrassé par un malaise fatal, le 1er juillet 2010, sur le chemin qui le menait au lycée Louis-Le-Grand, à Paris, pour y entendre les oraux de l’agrégation d’histoire en sa qualité de vice-président du jury. En hommage, une salle de l'université de Caen-Normandie porte son nom.
Le texte de l'hommage rendu par ses collègues de Caen Françoise Ruzé, Pierre Sineux, Catherine Bustany et Dominique Toulorge est en ligne sur :http://clioweb.canalblog.com/archives/2010/07/08/18535110.html
Son épouse, japonaise : Sati Modéran-Uwada, est artiste-peintre.

## Publications

### Principales publications
- Les Maures et l'Afrique romaine, IVe-VIIe s., Rome, éd. Bibliothèque des Écoles françaises d'Athènes et de Rome, 2003[10]
- L'Empire romain tardif (235-395), Paris, éd. Ellipses, 2003  (ISBN 2729811583)
- Provinces et identités provinciales dans l'Afrique romaine [sous la dir.], Caen, éd. Centre de recherches archéologiques et historiques anciennes et médiévales, 2011
- Les Vandales et l'Empire romain, (texte édité par Michel-Yves Perrin), Paris, éd. Errance - Actes Sud, 2014  (ISBN 2877724352)

### Autres publications disponibles en ligne
- «Qui montana Gurubi colunt». Corrippe et le mythe des Maures du cap Bon, MEFRA, 1987, volume 99, n°99-2, pp. 963-989 Lire en ligne
- Gildon, les Maures et l'Afrique romaine, MEFRA, 1989, volume 101, n°101-2, pp. 821-872 Lire en ligne
- La chronologie de la Vie de saint Fulgence de Ruspe et ses incidences sur l'histoire de l'Afrique vandale, MEFRA, 1993, volume 105, n°105-1, pp. 135-188 Lire en ligne